# Kerivoula argentata
Kerivoula argentata is een zoogdier uit de familie van de gladneuzen (Vespertilionidae). De wetenschappelijke naam van de soort werd voor het eerst geldig gepubliceerd door Tomes in 1861.